# Їржі Лала
Їржі Лала (чеськ. Jiří Lála; нар. 21 серпня 1959, Табор, Чехословаччина) — чехословацький хокеїст, правий нападник.
Чемпіон світу 1985. Член зали слави чеського хокею (з 2010 року) та «Клубу хокейних снайперів» (386 голів).

## Клубна кар'єра
В чемпіонаті Чехословаччини грав за «Мотор» із Чеське Будейовіце (1976–1980, 1982–1989) та їглавську «Дуклу» (1980–1982). У першому сезоні, за армійський клуб, закинув найбільшу кількість шайб у лізі (40 голів), а наступного року здобув титул чемпіона Чехословаччини. Найкращий бомбардир сезону 1987-88 — 68 очок (30+38). Всього в чехословацькій хокейній лізі провів 511 матчів (297 голів).
З 1989 року виступав за кордоном. В чемпіонаті Німеччини провів сім сезонів. За «Адлер Мангейм» та «Франкфурт Ліонс» забив понад 230 голів. У чемпіонаті Швейцарії провів одну гру за «Берн» та 11 матчів за «Грассхоппер» (Цюрих). Всього в провідних національних чемпіонатах закинув 531 шайбу.
Потім грав за британський «Ер Скоттіш Іглз» та клуби другого німецького дивізіону «Зельб» та «Регенсбург». Завершив виступи у 42 роки.

## Виступи у збірній
У складі національної збірної був учасником двох Олімпіад (1984, 1988). У Сараєво здобув срібну нагороду.
Брав участь у п'яти чемпіонатах світу та Європи (1981–1983, 1985, 1986). Чемпіон світу 1985; другий призер 1982, 1983; третій призер 1981. На чемпіонатах Європи — дві срібні (1983, 1985) та дві бронзові нагороди (1981, 1982). Найкращий нападник та снайпер турніру 1983 року.
На Кубках Канади 1981, 1984 провів 11 матчів (4 голи). Півфіналіст розіграшу 1981 року.
На чемпіонатах світу та Олімпійських іграх провів 62 матчі (34 закинуті шайби), а всього у складі збірної Чехословаччини — 198 матчів (89 голів).

## Нагороди та досягнення

### Командні
| Нагороди                 | Команда          | Кіл. | Роки       |
| ------------------------ | ---------------- | ---- | ---------- |
| Олімпійські ігри         |                  |      |            |
| Срібло                   | Чехословаччина   | 1    | 1984       |
| Чемпіонат світу          |                  |      |            |
| Золото                   | Чехословаччина   | 1    | 1985       |
| Срібло                   | Чехословаччина   | 2    | 1982, 1983 |
| Бронза                   | Чехословаччина   | 1    | 1981       |
| Кубок Канади             |                  |      |            |
| Півфінал                 | Чехословаччина   | 1    | 1981       |
| Чемпіонат Європи         |                  |      |            |
| Срібло                   | Чехословаччина   | 2    | 1983, 1985 |
| Бронза                   | Чехословаччина   | 2    | 1981, 1982 |
| Чемпіонат Чехословаччини |                  |      |            |
| Золото                   | «Дукла» (Їглава) | 1    | 1982       |

### Особисті
| Нагороди                            | Кіл. | Роки            |
| ----------------------------------- | ---- | --------------- |
| Найкращий нападник чемпіонату світу | 1    | 1983            |
| Найкращий снайпер чемпіонату світу  | 1    | 1983 (9 голів)  |
| Найкращий снайпер ліги              | 1    | 1981 (36 голів) |
| Найкращий бомбардир ліги            | 1    | 1988 (68 очок)  |
| Член зали слави чеського хокею      | -    | 2010            |